# Rue Édouard-Lartet
La rue Édouard-Lartet est une voie située dans le quartier du Bel-Air du 12e arrondissement de Paris.

## Situation et accès
La rue Édouard-Lartet est accessible à proximité par la ligne 3a du tramway d'Île-de-France.

## Origine du nom
Elle porte le nom du géologue et paléontologue Édouard Lartet (1801-1871). 

## Historique
La rue a été ouverte en 1969 en surplomb et parallèlement au boulevard périphérique de Paris sous le nom de « voie N/12 ». Cette voie ouverte à la circulation des voitures présente la particularité d'avoir une petite portion perpendiculaire à son axe central passant sous le périphérique pour rejoindre le boulevard de la Guyane et la ville de Saint-Mandé. Il s'agit d'une voie de passage, sans aucun bâtiment.
Elle prend sa dénomination actuelle par arrêté du 21 octobre 1974.
Avec l'aménagement de la Promenade plantée (aujourd'hui coulée verte) au début des années 1990, la rue en devient son extrémité orientale à son point de jonction avec le boulevard Carnot et est en partie restructurée par une piste cyclable.

## Bâtiments remarquables et lieux de mémoire
- Accès à l'extrémité orientale de la coulée verte René-Dumont.
- La rue longe les terrains de sport du lycée Paul-Valéry.

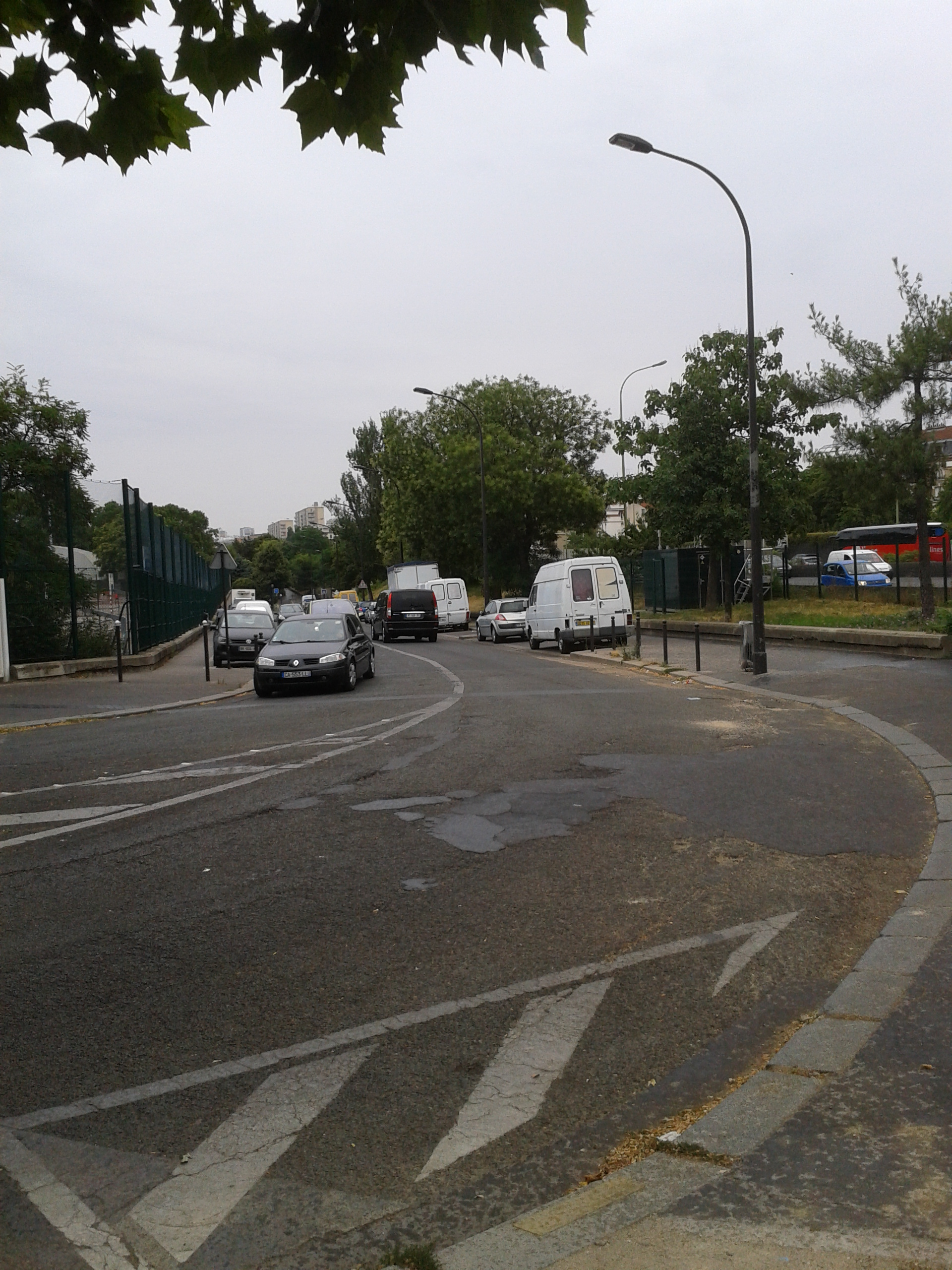
Angle de la rue Édouard-Lartet et de la rue du Général-Archinard.
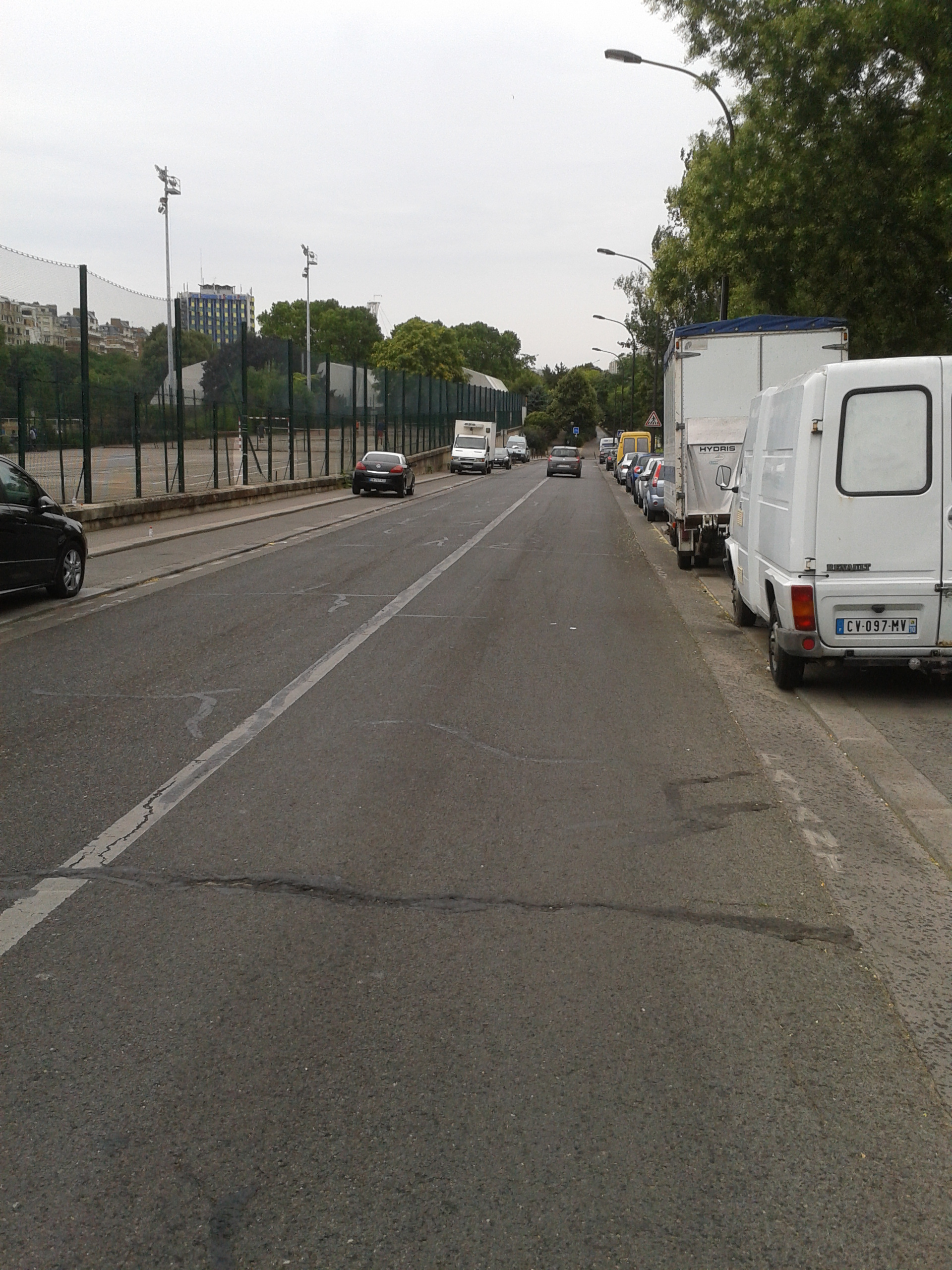
Vue de la rue, dans le sens de la descente.
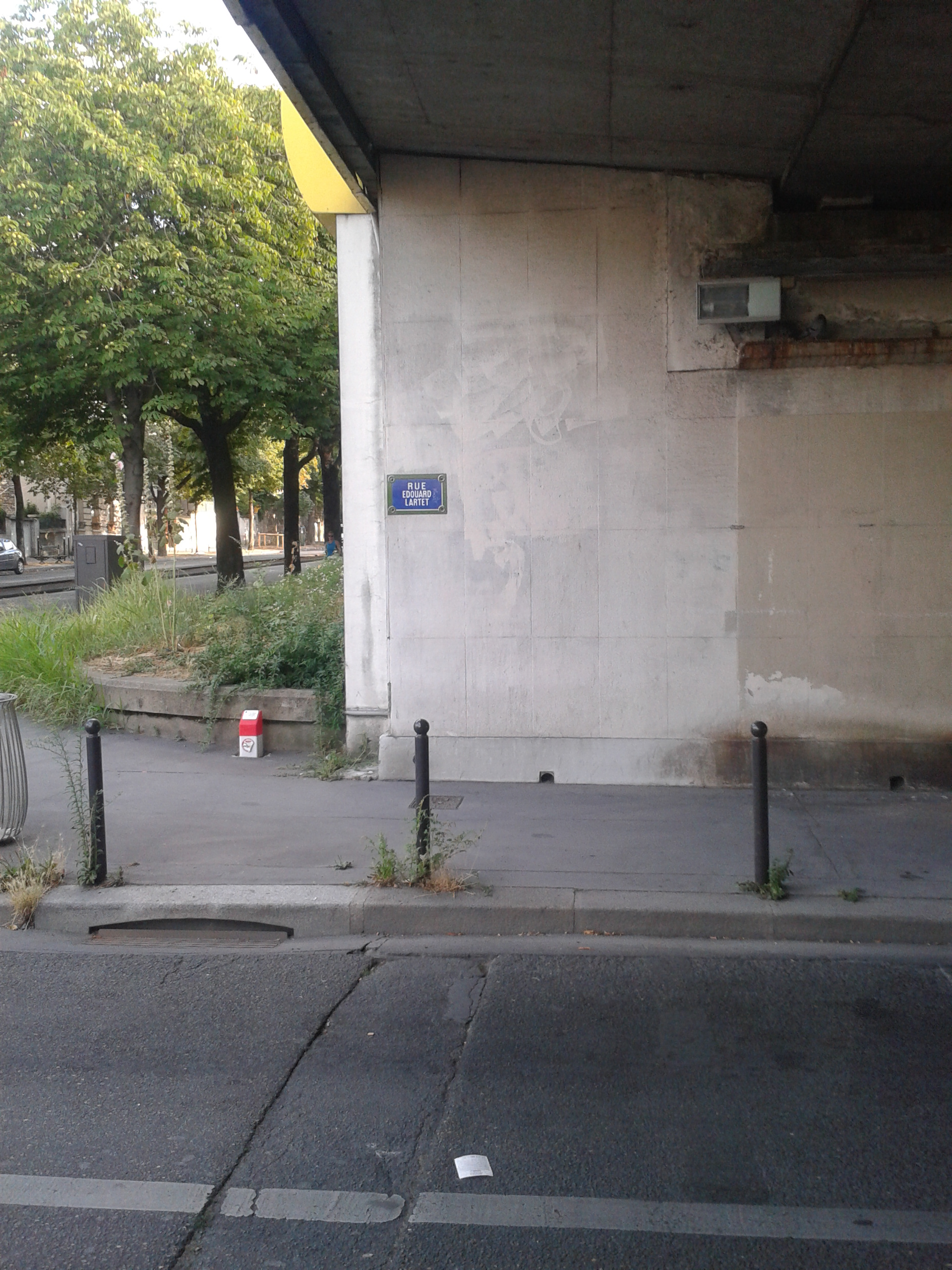
L'extrémité de la rue débouchant sur le boulevard de la Guyane, vue depuis la portion située sous le périphérique.
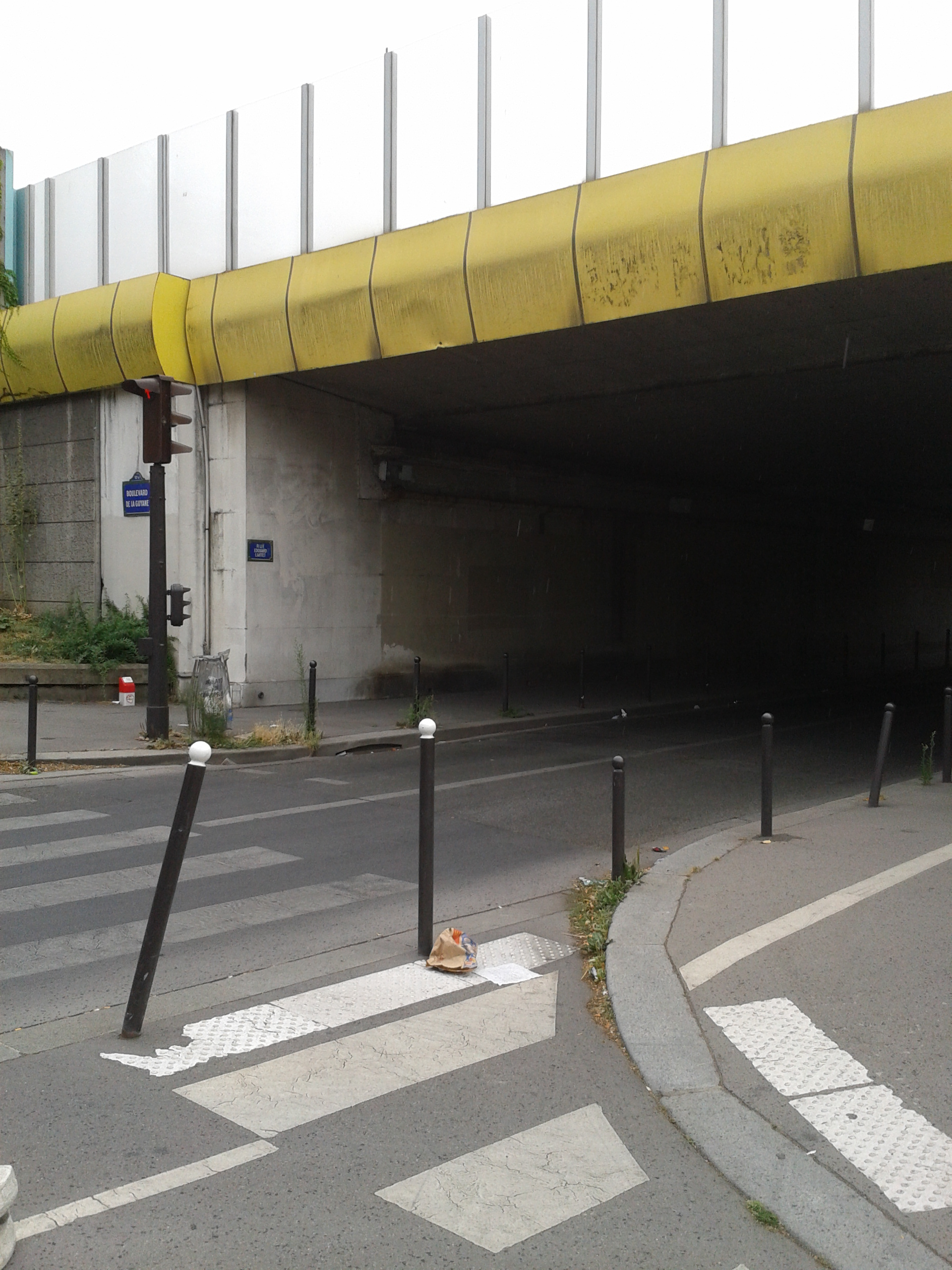
Débouché sur le boulevard de la Guyane, après le périphérique.